# Långetjärnen (Björketorps socken, Västergötland)
Långetjärnen är en sjö i Härryda kommun i Västergötland och ingår i Kungsbackaåns huvudavrinningsområde.